# Samson (film fra 1915)
 For alternative betydninger, se Samson (flertydig). (Se også artikler, som begynder med Samson)
Samson er en amerikansk stumfilm fra 1915 af Edgar Lewis.

## Medvirkende
- William Farnum som Maurice Brachard
- Maude Gilbert som Marie D'Andolin
- Edgar L. Davenport som Marquis D'Amdprom
- Agnes Everett som Marquise D'Andolin
- Harry Spingler som Max D'Andolin